# Бутел (община)
Бутел (макед. Општина Бутел) — община в Северной Македонии. Расположена к северу от столицы страны — города Скопье. Население составляет 36 154 человека (2002 год).
Административный центр — село Арачиново.
Площадь территории общины 60,79 км² (32 км²).
Этническая структура населения в общине:
- македонцы — 22 506 чел. (62,3 %);
- албанцы — 9 107 чел. (25,2 %);
- турки — 1 304 чел. (3,6 %);
- сербы — 1 033 чел. (2,6 %);
- боснийцы — 970 чел (2,7 %);
- остальные — 1 234 чел. (3,6 %)